# 매케나 그레이스
매케나 그레이스(영어: Mckenna Grace, 2006년 6월 25일 ~ )는 미국의 배우이다. 연속극 《더 영 앤 더 레스트리스》에서 페이스 역으로 유명해졌다. 성인 금발 여배우의 아역으로 몇 번 출연했는데, 대표적으로 영화 《아이, 토냐》(2015)에서 마고 로비가 분한 토냐 하딩의 어린 시절, 《캡틴 마블》(2019)에서 브리 라슨이 분한 캐럴 댄버스의 어린 시절, 그리고 드라마 《뱀파이어 다이어리》에서 캔디스 킹이 분한 캐럴라인 포브스의 어린 시절, 《원스 어폰 어 타임》에서 제니퍼 모리슨이 분한 에마 스완의 어린 시절을 연기했다. 이외에는 《어메이징 메리》(2017), 《레디 플레이어 원》(2018), 《지정생존자》 , 《애나벨 집으로》 (2019) 등에 출연하였다.

## 출연작 목록

### 영화
| 연도 | 제목                        | 원제                         | 배역                 | 비고           |
| ---- | --------------------------- | ---------------------------- | -------------------- | -------------- |
| 2015 | 프랑켄슈타인                | Frankenstein                 | 몰리                 |                |
| 2015 | 진주고래                    | The Pearl Whale              | 손녀딸               |                |
| 2016 | 미스터 처치                 | Mr. Church                   | 이지                 |                |
| 2016 | 앵그리버드 더 무비          | The Angry Birds Movie        | 엘라 버드            | 애니메이션     |
| 2016 | 인디펜던스 데이: 리써전스   | Independence Day: Resurgence | 데이지 블랙웰        |                |
| 2017 | 어메이징 메리               | Gifted                       | 메리 애들러          |                |
| 2017 | 하우 투 비 어 라틴 러버     | How to Be a Latin Lover      | 아든                 |                |
| 2017 | 아미티빌                    | Amityville: The Awakening    | 줄리엣 워커          |                |
| 2017 | 아이, 토냐                  | I, Tonya                     | 토냐 하딩            | 마고 로비 아역 |
| 2018 | 레디 플레이어 원            | Ready Player One             | 초등학생             |                |
| 2019 | 캡틴 마블                   | Captain Marvel               | 캐럴 댄버스          | 브리 라슨 아역 |
| 2019 |                             | Troop Zero                   | 크리스마스 플린트    |                |
| 2019 | 애나벨 집으로               | Annabelle Comes Home         | 주디 워렌            |                |
| 2020 | 스쿠비!                     | Scoob!                       | 어린 다프네 블레이크 | 애니메이션     |
| 2021 | 스피릿                      | Spirit Untamed               | 애비게일 스톤        | 목소리 출연    |
| 2021 | 말리그넌트                  | Malignant                    | 어린 매디슨          |                |
| 2021 | 고스트버스터즈 라이즈       | Ghostbusters: Afterlife      | 피비 스펭글러        |                |
| 2023 | 크레이터                    | Crater                       | 애디슨               |                |
| 2023 | 퍼피 구조대: 더 마이티 무비 | PAW Patrol: The Mighty Movie | 스카이               | 애니메이션     |
| 2024 | 고스트버스터즈: 오싹한 뉴욕 | Ghostbusters: Frozen Empire  | 피비 스펭글러        |                |

### 텔레비전 드라마
| 연도    | 제목                        | 원제                           | 배역                | 비고                                     |
| ------- | --------------------------- | ------------------------------ | ------------------- | ---------------------------------------- |
| 2012-14 | 크래쉬와 번스틴             | Crash & Bernstein              | 재스민 번스틴       | 15회분 출연                              |
| 2013    | 굿윈 게임스                 | The Goodwin Games              | 더 어린 클로이 굿윈 | 베키 뉴턴 아역 "Hamletta" 에피소드       |
| 2013-14 | 인스턴트 맘                 | Instant Mom                    | 샘                  | 2회분 출연                               |
| 2013-15 | 더 영 앤 더 레스트리스      | The Young and the Restless     | 페이스 뉴먼         | 50회분 출연                              |
| 2014    | CSI 과학수사대              | CSI: Crime Scene Investigation | 애비 피셔           | 애슐리 퓨스 아역 "Dead Woods" 에피소드   |
| 2015    | KC 언더커버 하이스쿨 스파이 | K.C. Undercover                | 퀸                  | "Give Me A 'K'! Give Me A 'C'!" 에피소드 |
| 2015    | 뱀파이어 다이어리           | The Vampire Diaries            | 캐럴라인 포브스     | 캔디스 킹 아역 2회분 출연                |
| 2015    | 도그 위드 어 블로그         | Dog with a Blog                | 줄스                | "You're Not My Sister Anymore" 에피소드  |
| 2015    | CSI: 사이버                 | CSI: Cyber                     | 미셸 문도           | 3회분 출연                               |
| 2015-17 | 원스 어폰 어 타임           | Once Upon a Time               | 에마 스완           | 제니퍼 모리슨 아역 4회분 출연            |
| 2016    | 티처스                      | Teachers                       | 에이버리            | "Drunk Kiss" 에피소드                    |
| 2016    | 아발로 왕국의 엘레나        | Elena of Avalor                | 벨라(목소리 출연)   | "All Heated Up" 에피소드                 |
| 2016-17 | 라이온 수호대               | The Lion Guard                 | 캄부니(목소리 출연) | 2회분 출연                               |
| 2016-20 | 풀러 하우스                 | Fuller House                   | 로즈 하븐버거       | 8회분 출연                               |
| 2016-18 | 지정생존자                  | Designated Survivor            | 페니 커크먼         | 조역                                     |
| 2018    | 힐 하우스의 유령            | The Haunting of Hill House     | 시어도라 크레인     | 케이트 시걸 아역                         |
| 2018    | 사브리나의 오싹한 모험      | Chilling Adventures of Sabrina | 사브리나 스펠먼     | 키어넌 십카 아역                         |
| 2018-20 | 영 쉘든                     | Young Sheldon                  | 페이지 스완슨       | 4회분 출연                               |
| 2021-22 | 핸드메이즈 테일             | The Handmaid's Tale            | 에스터 키스         |                                          |
| 2021    | 저스트 비욘드               | Just Beyond                    | 베로니카 밴더홀     | "Leave Them Kids Alone" 에피소드         |
| 2022    | 가족의 친구                 | A Friend of the Family         | 잰 브로버그         | 주연                                     |